# Nennewitz

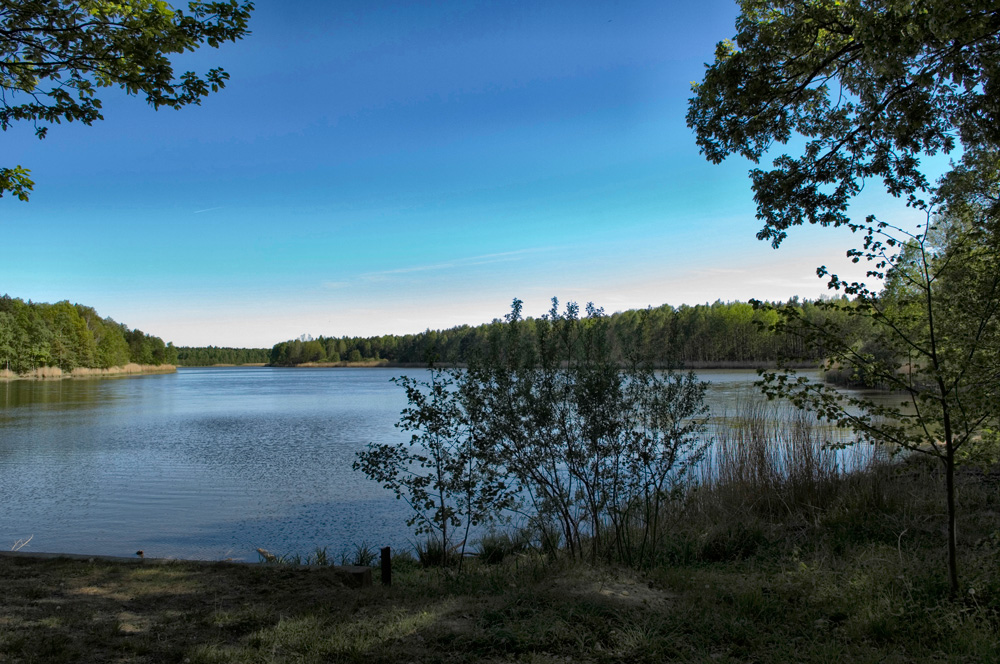
An den drei Teichen zwischen Doktorteich und Kirchenteich

Lage der Anlage im Wermsdorfer Forst

Das Zeilendorf Nennewitz oder auch Wüst-Nennewitz ist ein wüstes Dorf zwischen Sachsendorf und Wermsdorf im Wermsdorfer Forst in Sachsen.

## Namensformen
- 1161 Ninew(i)ze
- 1184 Nennewize
- 1459 Neniwitz das wuste dorff
- 1533 teych bey der kirchen zu Nennewicz

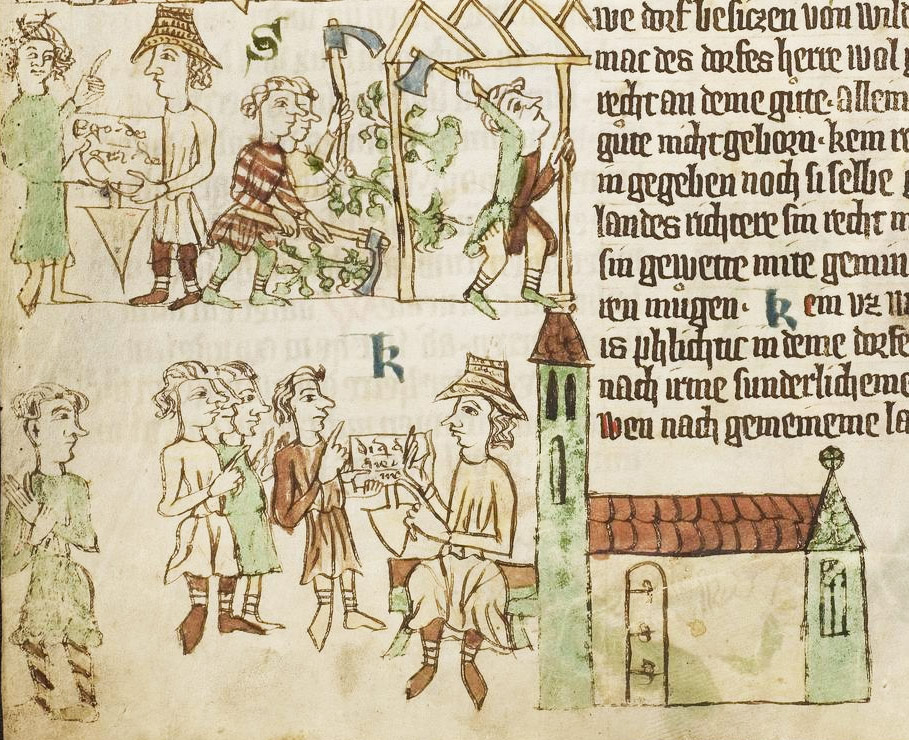
Eike von Repgow – überlieferte Vorgehensweise der Ostbesiedlung festgehalten und beschrieben im Sachsenspiegel

## Beschreibung

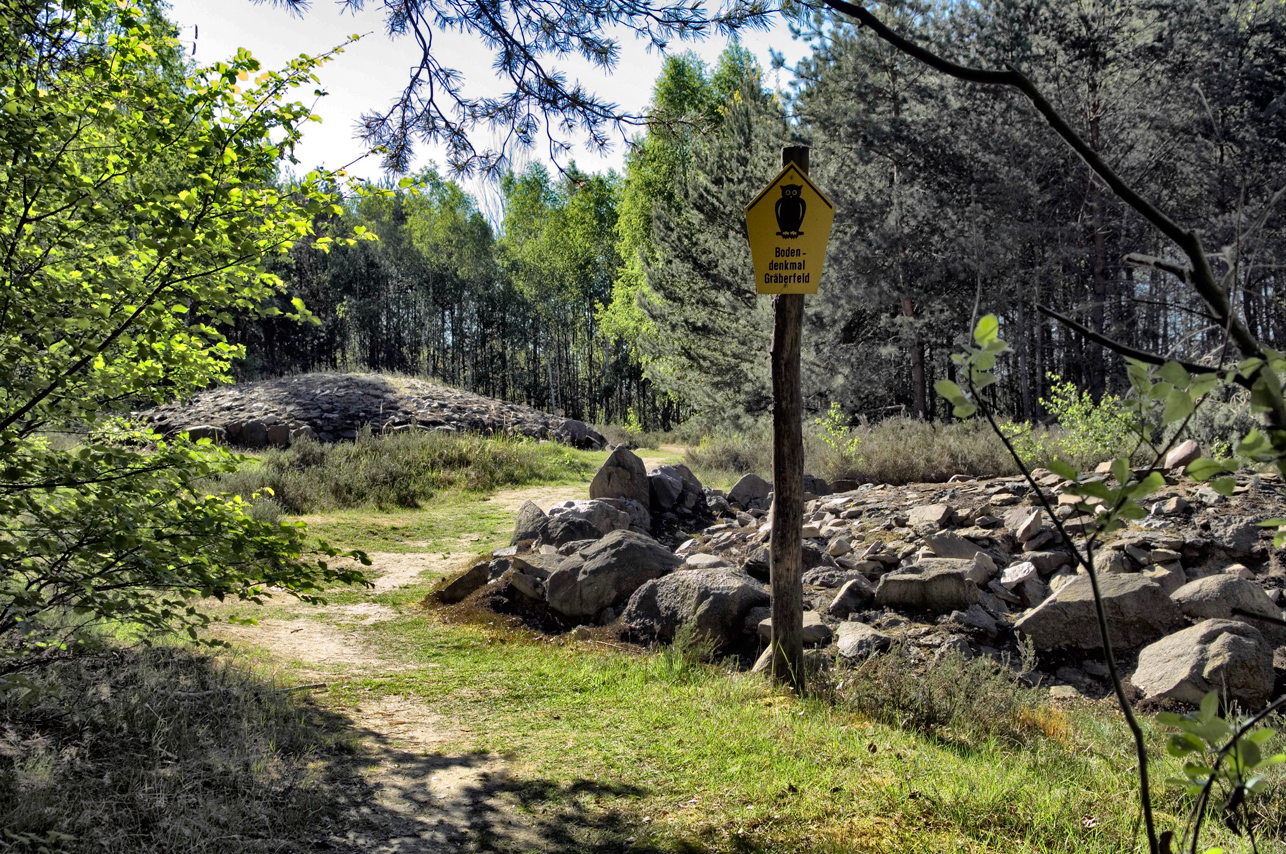
Frühbronzezeitliche Hügelgräber

Dicht an der alten Poststraße von Sachsendorf in Richtung Wermsdorf liegt das Mammbachsche Holz in der Flur Sachsendorf. Dort wurde 1949 durch den Lehrer und Heimatforscher Fritz Lommatzsch ein zwischen 1350 und 750 v. Chr. angelegtes Gräberfeld mit hügelartigen Steinmalen und Steindecken aus der Frühbronzezeit am Doktorteich entdeckt. Zwischen 800 und 900 entstand in der Nachbarschaft dieses Gräberfeldes eine erste slawische Siedlung: Alt Nennewitz genau anstelle des heutigen Kirchenteiches, in der bis ins 11. Jahrhundert slawische Pechsieder, Imker und Grubenköhler ihren Lebensunterhalt verdienten. Um 1200 wurde der umliegende Wald gerodet und im Zuge der zweiten Etappe der Ostbesiedlung entstand das deutsche Dorf Nennewitz mit der Burg, Kirche und acht Siedlungshäusern für sechzig bis siebzig Siedler. Die romanische Kirche wurde durch die Archäologie in das Jahr 1220 datiert, sie war es, welche später dem Teich ihren Namen gab und dessen Namen ursächlich für die spätere Grabung war. Zwischen 1360 und 1380 war Nennewitz Teil einer wüst gewordenen Grundherrschaft, welche ab dieser Zeit bereits wieder vom umgebenden Wermsdorfer Forst überwachsen wurde. In der Region gibt es neben Nennewitz weitere Wüstungen in gleicher Datierung. Über die Ursachen wird in der Fachwelt spekuliert, so könnte eine Minderwertigkeit des sandigen Bodens, eine spätmittelalterliche Agrarkrise oder auch die Pest Gründe für das Verlassen der Siedlung gewesen sein, bzw. oder auch mehrere Gründe gleichzeitig, denn durch die im 14. Jahrhundert wütenden Pestepidemien in dieser Region waren die Dörfer teilweise derart entvölkert, dass niemand mehr für die ernährende Feldarbeit da war. Eine weitere Theorie besagt, dass durch die Entvölkerung durch die Pest in Folge die Getreidepreise fielen, die Landbevölkerung in die entvölkerten Städte zogen und den durch den mageren Sandboden erschwerten landwirtschaftlichen Anbau in diesem Gebiet nicht weiter ausübten. Die Anlage der Fischteiche unter Dietrich von Starschedel ließen dann die letzten Siedlungsreste über die Jahrhunderte bis zur Ausgrabung unter Gerhard Billig zwischen 1971 und 1992 im Dunkel der Geschichte verschwinden. Die Ruinen der Siedlungshäuser versanken im Kirchenteich, ihre Steine wurden als Baumaterial für Befestigungswälle und Einrichtung der Fischteiche verwendet, bzw. abtransportiert. Nur ihre Backöfen und Speicher, die möglicherweise wegen der Brandgefahr abseits der Häuser standen, sind bei Niedrigwasser oder abgelassenen Teichen im Bereich der Uferzone für das geübte Auge zu erkennen.

### Bronzezeitliches Gräberfeld
Hierbei handelt es sich um einen um 1250 bis 750 vor Christus angelegten spätbronzezeitlichen Kult- und Bestattungsplatz der Lausitzer Kultur. Die Gesamtausdehnung beträgt neunzig mal vierzig Meter. Darauf befinden sich drei Steinhügel im Durchmesser von achteinhalb, vierzehn und elf Metern. Die Deckung besteht zum großen Teil aus Feldstein. In der Füllung, welche über einer Grube errichtet wurden, wurden Leichenbrandartikel und vereinzelt Scherben gefunden. Im Westteil des Feldes befinden sich neunzehn Flachgräber, teilweise mit mehreren Urnen pro Grab, die mit einer Steindecke von achtzehn mal fünfunddreißig Metern überdeckt sind. Aufgrund der unterschiedlichen Lagen der Steindecke übereinander liegt die Vermutung nahe, dass diese in einem längeren Zeitpunkt, bzw. in mehreren Etappen als Grabstätte benutzt wurden.

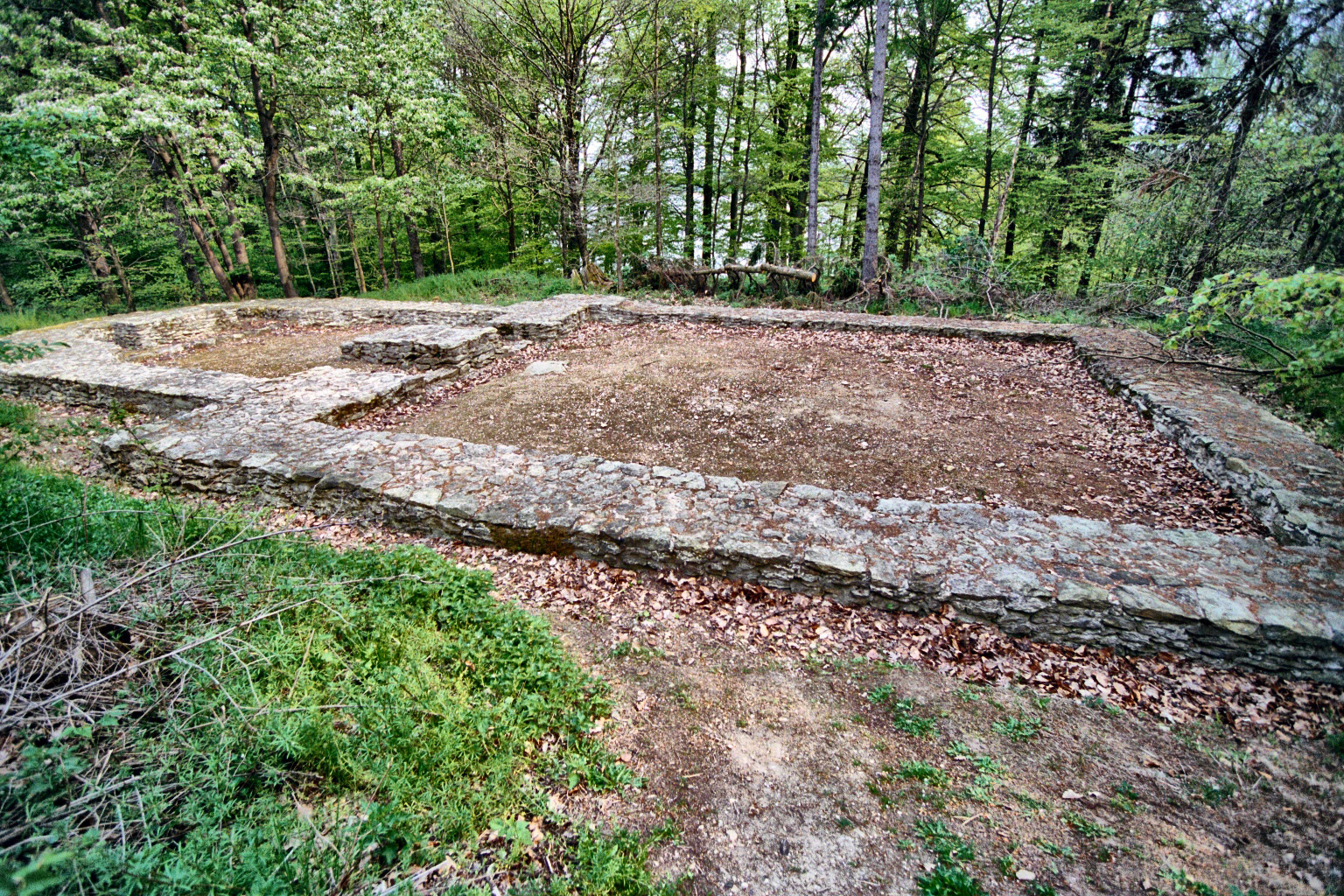
Romanische Kirche in Nennewitz

### Kirche
1220 wurde die romanische Saalkirche mit eingezogenem Chor und einem Lettner errichtet. Da Überlieferungen zum kirchlichen Leben fehlen, kann aufgrund der Urkunden eine Beziehung zu Mutzschen als sicher angenommen werden, bzw. sogar eine organisatorische Einordnung als Filialkirche vom Mutzschener Sprengel vermutet werden. Weiterhin wurden die Reste des Altarsockels, sowie die über dreißig Bruchsteine eines monolithischen Taufsteins mit umlaufendem Zierrat gefunden, welche eigentümlicherweise absichtlich und mit großer Gewaltanwendung gezielt und nicht durch Umwelteinwirkung zerstört wurde.

### Burg
Um 1200 ließ ein Adliger im Zuge der zweiten Etappe der deutschen Ostexpansion eine Turmhügelburg mit einem eckigen Bergfried und runden Ecken auf einem künstlich aufgeschütteten Hügel errichten. Das Kernwerk war eine für die damalige Zeit moderne Mörtel-Stein-Befestigung und das Außenwerk in traditioneller Holz-Erde-Bauweise errichtet. Der umlaufende Burggraben hatte eine Abmessung von vierzig mal dreißig Metern und war bis zu sechs Meter tief. Der Graben führte zu keiner Zeit Wasser. Die Burg steht auf einem niedrigen Höhenzug, welcher in West-Ost-Richtung im Norden des Kirchteiches sich im Westen durch den Wermsdorfer Forst zieht. Die Burganlage besteht im Inneren im Wesentlichen aus einem Turm und einem Eckgebäude. Nach 150 Jahren Nutzung wurde die Anlage ohne nennenswerte Zerstörung verlassen.

#### Turm
Das zentrale Gebäude der Burg war der Turm oder Bergfried. Die festgestellte archäologische Situation ergab, dass der Bau des Turmes und die Aufschüttungen zeitgleich erfolgten. Die festgestellte Eckenrundung könnte rein militärische Funktion gehabt haben, da die runden, aus Bruchsteinen gefertigten Ecken viel stärker den Geschossen des 13. Jahrhunderts standhalten konnten bzw. auch aus den örtlich vorgefundenen Bruchsteinmaterial einfacher zu mauern waren.

#### Eckgebäude
Vom aufgehenden Mauerwerk des zweiten Steingebäudes ist nichts mehr erhalten. Die im Fundament gemessene Breite von bis 98 Zentimeter lässt vermuten, dass es sich nicht um ein Gebäude mit Wehrcharakter gehandelt haben muss. Auch die Ecklage spricht eher für eine Wohn- oder Küchennutzung. Bei der gesamten Ausgrabung wurde kein eindeutiger Formstein gefunden, was darauf hindeutet, dass sämtliche Bausteine als Baumaterial abtransportiert wurden. Die gefundene Keramik waren Wandscherben mit einfach gestrichenen Oberflächen und Knetspuren und weisen in ihren Profilen in die Zeit der vorblaugrauen deutsche Siedlungskeramik. Die Keramik der Töpfe des Mutzschener Groschenfundes und die hier aufgefundene Keramik sind identisch.

### Siedlung
Als 1975 der Kirchenteichdamm nicht mehr angestaut wurde, ergab sich für Prof. Gerhard Billig im Rahmen einer Grabungen die Gelegenheit, die hoch- und spätmittelalterlichen Dorfstelle vor und in der Schilfzone ausführlich wissenschaftlich zu untersuchen. Zahlreiche Theorien über die bis dahin unbelegte Lage des Ortes Nennewitz, bzw. sogar die von „Fachkollegen“ gemutmaßte Nutzung der Burgreste als spätmittelalterliche Fischerhütte mit Schutz vor wilden Tieren, sollte damit widerlegt werden. Der Grabungsbefund ergab eine reihenmäßige Anordnung sieben nachweisbarer Siedlungshäuser, zu denen jeweils ein steinerner Ofen (Brennstelle) in zwanzig bis dreißig Metern Entfernung gehörte. Die Häuser waren als Fachwerkhäuser errichtet. Das slawische Vorgängerdorf Alt-Nennewitz mit der urkundlichen Erwähnung im Jahr 1081 befindet sich hundert Meter südlich von der Grabungsstätte und wurde ausschließlich durch Lesefunde bestätigt.

### Speicher
Im Bereich der heutigen Uferzone des Kirchenteiches wurde ein Speicher mit den Abmessungen von vier mal viereinhalb Metern ergraben, welcher als Fachwerk errichtet war. Im gesamten Grabungsgelände wurden keine Hinweise auf Scheunen oder Ställe entdeckt. Auch fehlen Befunde über Dachziegeln, was die Vermutung nahelegt, dass sämtliche Gebäude mit Schilf oder Stroh eingedeckt waren.

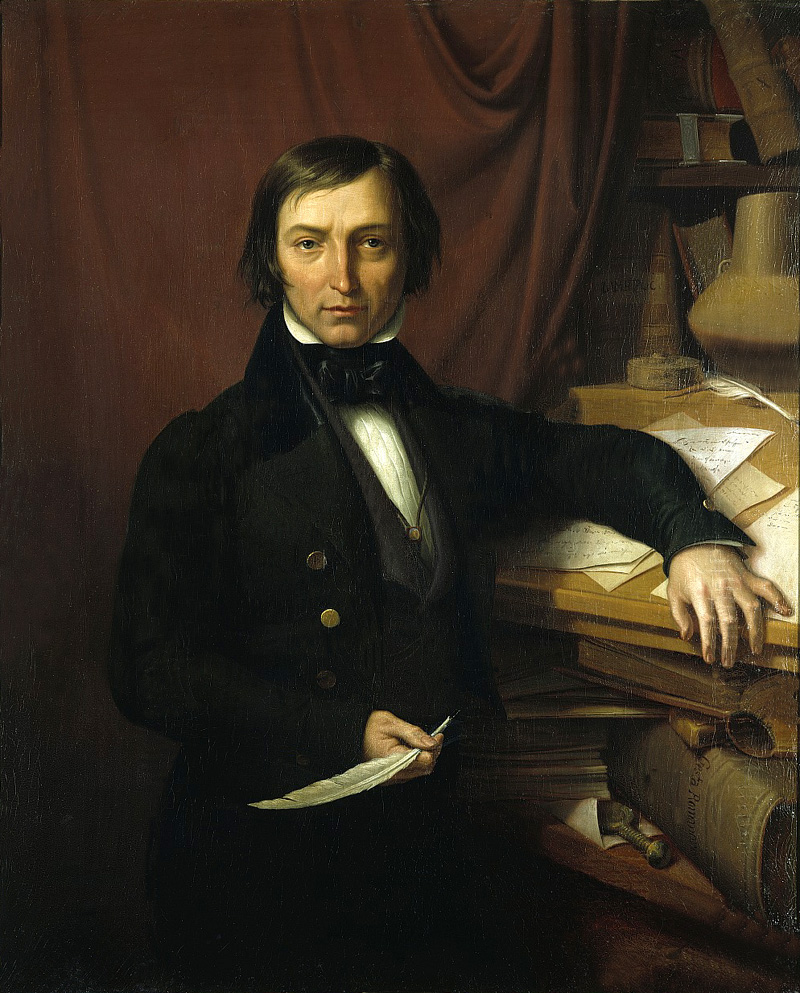
Gustav Friedrich Klemm (1802–1867)

## Friedrich-Gustav-Klemm-Gesellschaft
Als Begründer der 1990 gegründeten Friedrich-Gustav-Klemm-Gesellschaft, die eigentlich richtigerweise Gustav-Friedrich-Klemm-Gesellschaft heißen müsste, gilt Gerhard Billig von der Technischen Hochschule Dresden für Ur- und Frühgeschichte, welcher bis zur Wende an der Pädagogischen Hochschule Karl Friedrich Wilhelm Wander tätig war. 1997 wurden Informationstafeln für das mit Unterstützung der Chemnitzer Landesstelle für Museumswesen neuerbaute Waldklassenzimmer, ein Blockhaus mit Tischen, Bänken und Tafeln und 1998 ein Lehrpfad zur Siedlung, Burg und Kirche eingerichtet. Einmal jährlich organisiert die Gesellschaft eine Art Sommercamp, in der die Natur von der Grabungen zurückgedrängt, aber auch neue Suchschnitte angelegt werden. So entdeckten die Hobbyarchäologen unter der Aufsicht des Landesamtes für Archäologie Dresden 2009 neue Fundamente, welche möglicherweise das Pfarrhaus trugen.